# Maria Hemelvaartkerk (Astrachan)
De Maria Hemelvaartkerk (Russisch: Храм Вознесения Девы Марии) is een rooms-katholieke kerk in de Zuid-Russische stad Astrachan. De kerk behoort tot het bisdom Saratov, waarvan mgr. Clemens Pickel de bisschop is. In de kerk worden regelmatig orgelconcerten georganiseerd.

## Locatie
De hoofdingang van de kerk bevindt zich aan de Oelitsa Pobedi te Astrachan.

## Geschiedenis
De eerste katholieke gelovigen arriveerden in deze zuidelijke regio in de 16e en 17e eeuw. De oekaze van 1702 verleende volledige godsdienstvrijheid aan niet-Russische onderdanen van de tsaar, alsook aan buitenlanders. De stad Astrachan had een aanzienlijke katholieke gemeenschap. De leden ervan waren vooral van Duitse en Poolse origine. In deze periode werkten de minderbroeders kapucijnen in de stad. De broeders bouwden kapellen van hout, maar in het jaar 1721 werd een grote stenen kerk in Astrachan opgericht. Deze kerk werd de derde rooms-katholieke kerk in Europees-Rusland, die de broeders lieten wijden aan de Maria-Tenhemelopneming. De kapucijnen bouwden bij de kerk eveneens een parochieschool, waar o.a. Vasili Tredjakovski en Antiochus Kantemir studeerden.
In de periode van de Sovjet-Unie werd de kerk gesloten. In de jaren 90 werd de kerk teruggegeven aan de rooms-katholieke gemeenschap en gerestaureerd.

## Architectuur
De huidige kerk werd gebouwd van 1762 tot 1778 op het fundament van de oude kerk uit 1721. Het gebouw vertegenwoordigt een mengeling van het classicisme, de barok en traditionele Russische kerkarchitectuur. De kerk gelijkt op een Italiaanse basiliek, maar het kerkgebouw is vierkant van vorm en wordt bekroond door een koepel, hetgeen veel voorkomt bij de Russisch-orthodoxe architectuur van die tijd. De kerk heeft twee barokke klokkentorens zoals we die vaak in Midden-Europa aantreffen.